# Бещадский повет
Бещадский повет (пол. Powiat bieszczadzki) — повет (район) в Польше, входит как административная единица в Подкарпатское воеводство. Центр повета — город Устшики-Дольне. Занимает площадь 1138,17 км². Население — 22 123 человека (на 30 июня 2015 года).

## Административное деление
- города: Устшики-Дольне
- городско-сельские гмины: Гмина Устшики-Дольне
- сельские гмины: Гмина Чарна, Гмина Лютовиска

## Демография
Население повета дано на 30 июня 2015 год.
| Перепись            | Всего  | Мужчины | Женщины |
| ------------------- | ------ | ------- | ------- |
| Всего               | 22 123 | 10 962  | 11 161  |
| Городское население | 9351   | 4516    | 4835    |
| Сельское население  | 12 772 | 6446    | 6326    |